# Monte Svarthamaren
Il monte Svarthamaren è una montagna priva di ghiacci o nunatak sita nella parte orientale del ghiacciaio Vestreskorve, facente parte della catena dei monti Mühlig-Hofmann, nella Terra della Regina Maud in Antartide. Fu mappato per la prima volta durante la spedizione antartica norvegese del 1956-1960. Il nome Svarthamaren significa "scogliera nera".
Ai piedi della montagna si trova la stazione di ricerca norvegese Tor, costruita nel 1993.

## Conservazione
Questo rilievo è la principale area di riproduzione del petrello antartico (Thalassoica antarctica), in quanto conta tra le 100 000 e le 20 000 coppie riproduttrici di questa specie. Sono presenti anche importanti colonie di stercorario di McCormick (Stercorarius maccormicki).
La montagna è stata dichiarata nel 1987 Area Specialmente Protetta dell'Antartide (codice ASPA 142).